# カーチャ・シドレンコ
カーチャ・シドレンコ（ロシア語：Катя Геннадиевна Сидоренко、英語：Katya Gennadievna Sidorenko）は2013年現在ウクライナのキエフ (現:キーウ)を活動拠点とするウクライナ出身のヌードモデル。

## 概要
2009年よりウクライナでモデル活動を開始し、ウクライナのクイズ番組にアシスタントとして出演。2012年12月8日にはウクライナの乳がん撲滅チャリティーコンテスト「БЛАГОТВОРИТЕЛЬНЫЙ ПРОЕКТ МИСС БЮСТ 2012 」で優勝した。非常にスリムな身体に美しい巨乳を持ち、ウクライナ国内やロシアを中心にTV出演やモデル活動をこなし人気を博す。2012年12月よりアメリカのアダルトサイトでSha Rizel（シャー・リゼル）という名で活動開始し、世界的な人気を得始めている。